# ایرچستر
ایرچستر (به انگلیسی: Irchester) یک روستا و محله مدنی در بریتانیا است که در Wellingborough واقع شده‌است. ایرچستر ۴٬۷۴۵ نفر جمعیت دارد.